# Temporada de huracanes en el Atlántico de 1999
La Temporada de huracanes en el Atlántico de 1999 oficialmente comenzó el 1 de junio de 1999, y duró hasta el 30 de noviembre de 1999. Estas fechas convencionalmente delimitan el período de cada año cuando la mayoría de ciclones tropicales se forman en la cuenca atlántica.
La temporada de 1999 estableció un récord al tener cinco huracanes de categoría 4, que más tarde sería superado por la temporada 2005. El Huracán Floyd, fue el más mortífero de Estados Unidos desde el huracán Agnes en 1972, matando a 137 personas y causando casi 5 mil millones en daños a medida que avanzó hacia el norte a lo largo de la costa atlántica. El Huracán Lenny mató a 17, en su trayectoria a través del Caribe, el primer huracán en hacerlo durante un largo período. Lenny, alcanzó vientos de 250 km/h (155,3 mph) a solo 13 días del final de la temporada, fue el más fuerte de los huracanes del Atlántico en el mes de noviembre.

## Tormentas
Cronología de la actividad tropical del Atlántico en 1999 en la temporada de huracanes

### Tormenta Tropical Arlene
Una onda se desarrolló en la parte central del océano Atlántico a principios de junio. Mientras se desplazaba hacia el norte, generó convección, y se desarrolló. Basado en el aumento de la organización, fue clasificada como Depresión Tropical Uno el 11 de junio, y bajo condiciones favorables se fortaleció en la tormenta tropical Arlene el día 12, a varios cientos de kilómetros al sudeste de Bermudas. La tormenta se trasladó aproximadamente hacia el noroeste, alcanzando vientos de 96 km/h (60 mph) antes de llegar a 185 km (115 mi) de las Bermudas el día 17. Giró hacia el norte y se alejó de la isla, donde los vientos de los niveles superiores causó la disipación de Arlene el 18 de junio. No se informó de daños. Arlene fue notable porque se desarrolló en las profundidades tropicales en el Atlántico en junio, la primera de estas tormentas desde Ana en 1979.

### Depresión Tropical Dos
La Depresión Tropical Dos se formó en la parte occidental del golfo de México a partir de una onda tropical el 2 de julio. Llegó a tierra a 120 km (75 mi) al sursureste de Tuxpan, Veracruz, en el día 3, y se disipó poco después. El sistema dejó fuertes lluvias en la zona, un máximo de 517 mm en Tanzabaca/Tamasopo en México. El sistema no causó ni daños ni muertes.

### Huracán Bret
Una depresión tropical que se formó en la bahía de Campeche el 18 de agosto alcanzó fuerza de tormenta tropical en la tarde del 19 de agosto. Bret se desplazó hacia el norte, y se fortaleció en un huracán categoría 4 con vientos de 233 km/h (145 mph) el 22 de agosto. Cuando se acercó a Texas, Bret torció hacia el noroeste, y llegó a tierra como un huracán categoría 3 en Isla Padre el 23 de agosto, convirtiéndose en el primer gran huracán en golpear Texas desde el Alicia en 1983. La tormenta continuó en el interior y se disipó sobre el norte de México el 25 de agosto. Los daños se estimaron en 60 millones de dólares, lo que es más bien baja para un huracán de esta intensidad. El huracán Bret tocó tierra en el escasamente poblado Condado de Kenedy, Texas. El huracán Bret, tampoco provocó ningún fallecimiento, lo cual también que también es muy raro.

### Huracán Cindy
Una onda tropical salió de las costas de África el 18 de agosto, y rápidamente se convirtió en la Depresión Tropical Cuatro el día 19, cerca de 482 km (300 mi) al este-sureste de Cabo Verde. Vientos del oeste inicialmente inhibieron el desarrollo, pero una disminución de la cizalladura permitió a la depresión fortalecerse en una tormenta tropical el día 20. Cindy alcanzó rápidamente la condición de huracán, aunque volvió a debilitarse a una tormenta tropical debido a un aumento de la cizalla. Las desfavorables condiciones disminulleron y Cindy rápidamente se fortaleció a un huracán de categoría 4 con vientos de 225 km/h (140 mph), a 692 km (430 mi) al este-sureste de Bermudas. La cizalladura aumentó cuando Cindy torció al noreste, y la tormenta se disipó el 31 de agosto, ya que se fusionó con un ciclón extratropical a 1600 km (994 mi) al oeste de las Azores. Tampoco la tormenta no provocó ningún daño y ninguna muerte.

### Huracán Dennis
Dennis fue un huracán categoría 2, fue errático en el recorrido y en la intensidad. A pesar de que nunca llegó a tierra como un huracán, la tormenta fue responsable de producir vientos de fuerza de huracán a lo largo de la costa de Carolina del Norte. El huracán causó $274 millones de dólares en daños, y mató a 20 personas. Las fuertes lluvias de Dennis también asentaron las bases para la destructiva inundación del huracán Floyd aproximadamente 2 semanas más tarde. Las bases de las inundaciones del huracán Floyd, fueron bastantes destructivas, por el huracán Dennis.

### Tormenta Tropical Emily
Emily se formó el 24 de agosto en el mismo grupo de ondas tropicales que generó el huracán Cindy y el huracán Dennis. La tormenta se trasladó aproximadamente hacia el norte hasta el día 28, cuando fue absorbida por el huracán Cindy. Emily nunca afectó directamente a tierra y no produjo daños.

### Depresión Tropical Siete
La Depresión Tropical Siete comenzó a partir de una  Onda tropical en la zona occidental del golfo de México el 5 de septiembre. Se hizo mejor organizada, cuando se movió hacia el norte-noroeste, y golpeó la ciudad de La Pesca en Tamaulipas, el día 6 antes de intensificarse aún más. La tormenta causó lluvias torrenciales, aunque los daños totales y el número de muertes son desconocidas. En el estado de Texas, sus restos produjeron suaves precipitaciones.

### Huracán Floyd
El huracán Floyd fue un gran y poderoso huracán del tipo Cabo Verde que fue nombrado el 8 de septiembre, mientras se encontraba a 1210 km (752 mi) al este de las Islas de Sotavento. Floyd lentamente se intensificó y se dirigió al oeste-noroeste, manteniéndose así al norte de las Antillas Menores. El 11 de septiembre, Floyd giró y comenzó a desplazarse hacia el oeste y empezó a fortalecerse. El día 13, Floyd se convirtió en un fuerte huracán categoría 4 con vientos de 249 km/h (155 mph), poco menos que categoría 5.
En este punto, el huracán Floyd se encontraba justo al este de las Bahamas. Floyd se debilitó ligeramente a medida que avanza en las islas, golpeando Isla Eleuthera y más tarde tocando tierra en Isla Ábaco el día 14, mientras se encontraba en el extremo inferior de la Categoría 4. Floyd torció hacia el norte y fue paralelo a la costa de Florida hasta tocar tierra cerca de Cape Fear como una tormenta categoría 2 el 16 de septiembre. Regresó al océano cerca de Norfolk, Virginia, y viajaron hasta las costas de la península de Delmarva y Nueva Jersey como una tormenta tropical. Atravesó Long Island y Nueva Inglaterra. Este huracán también otro de los huracanes más destructivos en la historia de los Estados Unidos.
Las alertas de huracán de categoría 4 en Florida, provocaron 9 muertes y casi $200 millones en daños, en el Caribe, se registraron $1.200 millones en daños, también en Estados Unidos, en las Carolinas los daños alcanzaron casi los $1.800 millones para llegar a calcular casi $5.3 mil millones en daños, se registraron 137 muertes, 59 en el Caribe, 21 en las Bahamas y 56 en los Estados Unidos y 1 en las Bahamas, los daños fueron elevados en el 2004 a casi $13.500 millones superando al huracán Agnes de 1972 y también en número de muertes. También se dieron a dar más de 400 desaparecidos, 200 en el Caribe, 100 en Bahamas, 92 en Estados Unidos y también 20 en Canadá, para un total de 412 desaparecidos. Los escombros del huracán Floyd, también dejaron alrededor más 5000 heridos.

### Huracán Gert
Gert se formó a partir de una onda tropical africana varios cientos de kilómetros al oeste de Cabo Verde el 12 de septiembre. Gert viajó hacia el otro lado del Atlántico, y se convirtió en una fuerte tormenta de categoría 4 el día 16. Amenazó Bermudas como un debilitado huracán de categoría 2, pero se desvió hacia el norte-noreste. El 23 Gert se convirtió en extratropical y se fusionó con otro sistema de baja presión frente a las costas de Terranova.
Gert, fue una tormenta de categoría 4, que tuvo efectos muy significativos en Bermudas, las marejadas de la tormenta, provocaron graves daños en las casas, se registraron alrededor de 76 muertes y más de 123 desaparecidos, alrededor de 300 heridos fueron registrados en Bermudas, tras el paso de Gert, Maine, tuvo también efectos significativos por Gert, las marejadas de hasta los 6 metros de altura, los daños registrados totales por el huracán Gert, fueron de hasta los $1.600 millones y en Maine se registraron hasta 49 muertes por ahogamiento.
Gert, no fue retirado, debido a que los daños no fueron tan importantes, como se esperaban, y tampoco fue tan importante el número de muertes.

### Tormenta Tropical Harvey
La Tormenta tropical Harvey se formó en la zona oriental del golfo de México alrededor de 480 km (298 mi) al oeste-suroeste de San Petersburgo en Florida el 20 de septiembre. Poco después, Harvey llegó a tierra en Everglades City, Florida el día 21 con picos de vientos de 90 km/h (56 mph) y una presión de 999 mb. Después de pasar sobre Florida, Harvey se fusionó con un ciclón extratropical sobre el norte de Bahamas el 22 de septiembre.
Harvey no fue responsable de muertes. Dos tornados se asociaron con Harvey, uno de los cuales derribó una casa en Condado de Collier. Los daños se estimaron en 15 millones de dólares.

### Depresión Tropical Once
Una onda tropical se organizó en la depresión tropical once en la bahía de Campeche el 4 de octubre. En virtud de las corrientes de dirección débiles, se movió hacia el sur y, a continuación, hacia el oeste, permaneciendo débil debido a una amplia depresión superficial en el este del golfo de México. La depresión se fusionó con la depresión en el 6 de octubre, aunque tuvo vientos de fuerza de tormenta tropical se mantuvo sobre aguas costeras. La circulación de la depresión grande, no organizados, en combinación con precipitaciones anterior a lo largo de la costa mexicana, dio lugar a las peores inundaciones en al menos 40 años para las regiones bajas con al menos 384 muertos atribuidos a la inundación resultante.

### Depresión Tropical Doce
La Depresión Tropical Doce se desarrolló a partir de una onda tropical el 6 de octubre entre las Antillas Menores y Cabo Verde. Se movió erraticamente al oeste-noroeste sin desarrollarse. La convección disminuyó y se disipó el 8 de octubre. Sin embargo, los remanentes de la turbulencia podrían ser rastreados viajando hacia el oeste-noroeste durante varios días después, hasta disiparse por completo al norte de las Antillas Menores.

### Huracán Irene
Irene se formó el 12 de octubre de un amplio frente de baja presión, al sur de la Isla de la Juventud. Se dirigió hacia el norte y pasó sobre la Isla de la Juventud y el oeste de Cuba el día 14. Sobre el estrecho de Florida, Irene llegó a fuerza de huracán. Al día siguiente, tocó tierra en Florida en Cayo Oeste y de nuevo cerca de Cabo Sable. Medio día más tarde, Irene volvió sobre el agua cerca de Júpiter en Florida como un huracán mínimo. Lentamente volvió a fortalecerse, paralelo al costa de Florida hacia Carolina del Norte. Cuando Irene interactuó con un frente desde el oeste, en las cálidas aguas de la corriente del Golfo, el huracán se intensificó rápidamente a un máximo de vientos de 177 km/h (110 mph), pero se aceleró hacia el noreste, debilitándose en las aguas más frías del Atlántico Norte. El día 19, Irene se convirtió en extratropical cerca de Terranova, y fue absorbida por una borrasca extratropical poco después.
Florida, tuvo daños muy importantes tras el huracán Irene de 1999, también hubo daños importantes en Georgia, Delaware, Nueva Jersey y Nueva York, los daños por la tormenta alcanzaron los $2200 millones, pero no fue retirado, debido a que la mayoría de los daños, fueron provocados por el huracán Floyd que ya pasó el 14 de septiembre por Floyd.
Alrededor de 50 muertes directas y 8 indirectas, fueron originadas a partir del huracán Irene.

### Huracán Jose
José se formó el 8 de octubre, a 640 km (398 mi) al este de las Islas de Barlovento. La tormenta rápidamente se fortaleció a huracán y más de 2000 personas fueron evacuadas de las islas que se encontraban en su camino. Se movió hacia el noroeste, y como un huracán pasó por encima de Antigua, San Bartolomé y San Martín los días 20 y 21. Se debilitó y como una tormenta tropical que se acercó a las Islas Vírgenes de los Estados Unidos y a Puerto Rico, José giró al norte-noreste. Se mantuvo en un recorrido en línea recta en el Atlántico norte hasta que perdió sus características tropicales el 25 de octubre. A continuación, se fusionó con un sistema no tropical.
José causó alrededor de 20 muertes en las Islas Vírgenes y alrededor de 40 muertes en San Martín, los daños en el Caribe, fueron de hasta los $1.200 millones, debido a las inmensas inundaciones provocadas por Jose, en EE.UU, los daños alcanzaron los $600 millones y 15 muertes, en Bermudas, los daños alcanzaron los $500 millones y alrededor de 30 muertes.

### Tormenta Tropical Katrina
Katrina se formó en el sur del mar Caribe como una depresión tropical el 27 de octubre. El 28 de octubre, un avión caza huracanes informó de una circulación bien definida cerca de Panamá. La tormenta se trasladó al noroeste y se convirtió en la tormenta tropical Katrina en las primeras horas de la tarde del día 29. La tormenta tuvo condición de tormenta tropical solo por seis horas. Se debilitó en una depresión tropical al mediodía del mismo día.
Tocó tierra en Puerto Cabezas, Nicaragua, durante el tiempo que fue una tormenta tropical. La tormenta solo hizo las cosas un poco más difícil para el pueblo de Nicaragua que aún se estaban recuperando del Huracán Mitch, que había golpeado Nicaragua casi exactamente un año antes. La tormenta se disipó sobre la península del Yucatán el 1 de noviembre, ya que fue absorbida por un frente frío.

### Huracán Lenny
El huracán Lenny fue un tardío y perjudicial huracán nombrado el 13 de noviembre, mientras estaba al oeste del mar Caribe. Lenny se movió generalmente hacia el este sobre el Caribe, y es la única tormenta registrada que lo ha hecho durante un periodo prolongado de tiempo. Lenny fue un huracán de categoría 4 cuando se acercó a Puerto Rico y las Islas Vírgenes el día 17. Se movió lento y comenzó a debilitarse a su paso por las Islas de Sotavento, y Lenny hizo su entrada final en tierra en Antigua el día 19. Siguió hacia el este en un curso irregular por el Atlántico, donde se disipó el 23 de noviembre.
Hubo diecisiete muertes atribuidas directamente a Lenny, dos de ellas en Colombia. Los Daños a las islas fue considerable, pero no se específicó el valor en dólares. Los daños en las posesiones de EE. UU. se estimaron en $2900 millones de dólares.

## Energía Ciclónica Acumulada (ECA)
| ACE (104 kt²) – Storm: Source | ACE (104 kt²) – Storm: Source | ACE (104 kt²) – Storm: Source | ACE (104 kt²) – Storm: Source | ACE (104 kt²) – Storm: Source | ACE (104 kt²) – Storm: Source |
| ----------------------------- | ----------------------------- | ----------------------------- | ----------------------------- | ----------------------------- | ----------------------------- |
| 1                             | 42.31                         | Gert                          | 7                             | 10.42                         | Irene                         |
| 2                             | 29.42                         | Floyd                         | 8                             | 10.15                         | Jose                          |
| 3                             | 24.62                         | Cindy                         | 9                             | 3.42                          | Arlene                        |
| 4                             | 20.18                         | Dennis                        | 10                            | 2.42                          | Emily                         |
| 5                             | 19.87                         | Lenny                         | 11                            | 1.89                          | Harvey                        |
| 6                             | 11.60                         | Bret                          | 12                            | 0.25                          | Katrina                       |
| Total= 176.55 (177)           |                               |                               |                               |                               |                               |

La tabla a la derecha muestra la Energía Ciclónica Acumulada (ECA) para cada ciclón tropical formado durante la temporada. El ECA es, a grandes rasgos, una medida de la energía del huracán multiplicado por la longitud del tiempo que existió, así como de huracanes particularmente intensos. Cuanto más tiempo dure y más intenso sea el huracán conllevará una ECA más alta. El valor de ECA solo se calcula para sistemas tropicales de 34 nudos (39 mph, 63 km/h) o más y tormentas tropicales fuertes.

## Nombres de las tormentas
Los siguientes nombres fueron usados para nombrar las tormentas que se formaron en el Atlántico Norte en el 1999. Es la misma lista usada para la temporada de 1993. Los nombre no retirados de la lista serán usados de nuevo en la temporada de 2005. La tormenta Lenny fue nombrada por primera y única vez en 1999. Los nombres que no han sido usados en esta temporada están marcados con gris.
| - Arlene - Bret - Cindy - Dennis - Emily - Floyd - Gert | - Harvey - Irene - Jose - Katrina - Lenny - Maria (sin usar) - Nate (sin usar) | - Ophelia (sin usar) - Philippe (sin usar) - Rita (sin usar) - Stan (sin usar) - Tammy (sin usar) - Vince (sin usar) - Wilma (sin usar) |

### Nombres retirados
La Organización Meteorológica Mundial retiró dos nombres en la primavera del 2000: Floyd y Lenny. Que serán remplazados por Franklin y Lee la temporada de 2005